# Куцик Іван Маркович
Куцик Іван Маркович (нар. 6 липня 1951, с. Велика Севастянівка, Христинівський район, Черкаська область) — український політичний і державний діяч, колишній керівник Державного управління справами, генерал-полковник внутрішньої служби.

## Життєпис
З 1970 по 1972 рік — служба в армії.
З 1972 до 1990 року працює в органах внутрішніх справ.
З 1990 року по 2000 рік — інженер, директор підприємства автомобільного транспорту об'єднання «Комбінат» Мінатоменерго СРСР.
З лютого 2000 року працює головою правління — генеральним директором АТ "Президент-готель «Київський», у тому ж році призначається заступником Керівника Державного управління справами Президента України.
З червня 2002 року — 1-й заступник керівника апарату керуючого справами Апарату Верховної Ради України.
З квітня по листопад 2005 року — заступник Секретаря РНБОУ.
З грудня 2005 року — 1-й заступник керівника Апарату — керуючого справами Апарату Верховної Ради України.
З травня по жовтень 2006 року — радник Президента України — керівник Головної служби з питань діяльності військових формувань і правоохоронних органів Секретаріату Президента України.
З жовтня 2006 року по лютий 2007 року — радник Прем'єр-міністра України.
З лютого 2007 року по січень 2008 року — 1-й заступник Міністра Кабінету Міністрів України.
З лютого 2008 року по вересень 2015 року — заступник Керівника Апарату Верховної Ради України.
З вересня 2015 року — заступник Керівника Державного управління справами.
З 23 липня 2016 року — виконувач обов'язків керівника Державного управління справами.
З 23 грудня 2016 року по 11 червня 2019 року — Керівник Державного управління справами.

## Ранг державного службовця
- Державний службовець 1 рангу (08.2002)[11]

## Почесні звання
- Заслужений працівник транспорту України (1998)[12]

## Військові звання
- Генерал-майор міліції (08.2001)

- Генерал-лейтенант міліції (08.2002)[13]

- Генерал-полковник внутрішньої служби (04.2004)

## Нагороди
- Орден «За заслуги» III ступеня (12.2000)[14]
- Орден Данила Галицького (07.2011)[15]
- Медаль «За працю і звитягу» (07.2001)[16]